# Amata jacksoni
Amata jacksoni är en fjärilsart som beskrevs av Rothschild 1910. Amata jacksoni ingår i släktet Amata och familjen björnspinnare. Inga underarter finns listade i Catalogue of Life.